# Bouzemont
Bouzemont é uma comuna francesa na região administrativa do Grande Leste, no departamento de Vosges. Estende-se por uma área de 4.97 km². Em 2010 a comuna tinha 53 habitantes (densidade: 10,7 hab./km²).